# زرع أنسجة خلايا الجزيرة

صورة مجهرية لجزيرة لانكر (أخف المنطقة) التي تحيط بها أنسجة البنكرياس التضخم والاتساع (قتامة تلطيخ).

زرع الانسجة هو زرع الجزر المعزولة من البنكرياس المانحة وإلى شخص آخر. وهو علاج تجريبي لنوع داء السكري الأول. وبمجرد ان تزرع تبدأ الجزر بإنتاج الانسولين وتنظم بنشاط مستوى الجلوكوز في الدم.
فغرس الجزر عادة إلى كبد المريض عن طريق حقن الوريد جسد المريض، ومع ذلك، معالجة الجزر أكسب مثلما أن أي إدخال أخرى من الأنسجة الخارجية: الجهاز المناعي ستهاجم الجزر لأن من شأنه أن عدوى فيروسية، مما أدى إلى مخاطر رفض الزرع. وهكذا، فإن المريض يحتاج للخضوع لعلاج يشمل كبت المناعة، والتي تقلل من نشاط الجهاز المناعي. وقد أظهرت الدراسات الحديثة أن تقدما قد زرع جزيرة لدرجة أن 58 ٪ من المرضى في دراسة واحدة مستقلة والانسولين عام واحد بعد العملية.
في الفترة 1999-2004، 471 المرضى الذين يعانون من داء السكري نوع 1 وتلقى زرع جزيرة في 43 مؤسسات في جميع أنحاء العالم.

## تاريخها
مفهوم زرع الخلايا ليست جديدة. محققون كالجراح الإنجليزي تشارلز بيبوس(1882-1975)حاول تطعيم النسيج البنكرياسي لمعالجة مرض السكر. معظم، ومع ذلك، عصر الائتمان الأخيرة من البحوث لزرع انسجة دراسات تعود إلى أكثر من ثلاثة عقود. في عام 1967، وصفت مجموعة من اسي كولاجيناز المستندة إلى أسلوب رواية (عدلت لاحقا من قبل الدكتور كاميلو ريكوردي، ثمر عمل مع الدكتور ليسي) لعزل الجزر، مما يمهد الطريق لتجارب الجزيرة المستقبلية دتخل الجسم وخارج الجسم. وأظهرت دراسات لاحقة أن الجزر المزروعة يمكن ان تعكس مرض السكري في كل من القوارض والقرود غير الإنسان. في ملخص ورشة عمل 1977 على زرع خلية الجزيرة البنكرياسية في مرض السكري، وعلق لاسي حول جدوى «زرع الخلايا جزيرة نظرة علاجية للوقاية من المضاعفات المحتملة لمرض السكري في الإنسان». التحسينات على تقنيات العزل ونظم مناعة بشرت في أول محاكمات الإنسان زرع الجزيرة الطبية الإنسانية الأولى في منتصف الثمانينات. المحاكمة الناجحة الأولى للجزيرة الإنسانية الناتجة من زرع الطعم الخيفي طويلة الأجل تؤدي إلى العكس الطويل المدى من مرض السكر في جامعة بيتسبورغ في عام 1990. لكن على الرغم من استمرار التحسينات الإجرائية، إلا حوالي 10 ٪ من المستفيدين من جزيرة في أواخر التسعينات حققت سوائية سكر الدم (الجلوكوز في الدم العادي). في عام 2000، والدكتور جيمس شابيرو وزملاؤه نشروا تقريرا يصف سبعة مرضى على التوالي الذي حقق سوائية سكر الدم بعد زرع جزيرة خالية باستخدام بروتوكول الستيرويد وأعداد كبيرة من الجزر المانحة، ومنذ ويشار إلى بروتوكول ادمونتون. وقد تم تكييف هذا البروتوكول من قبل مراكز زراعة خلايا البنكرياس في جميع أنحاء العالم، وزادت بشكل كبير زراعة خلايا الجزيرة بنجاح.

## الأهداف
والهدف من زرع الخلايا هو ضخ ما يكفي من الجزر للتحكم في مستوى السكر في الدم دون الحاجة لحقن الانسولين. لشخص متوسط الحجم (70 كلغ)، وزرع نموذجي يتطلب حوالي 1000000 الجزر المعزولة من بنكرياس المانحة اثنين. بسبب سيطرة الجلوكوز في الدم يمكن ان تبطئ أو تمنع تطور المضاعفات المرتبطة بداء السكري، مثل الأعصاب أو ضرر العين، لعملية زرع ناجحة قد يقلل من خطر هذه المضاعفات. ولكن مستلم زرع الانسيحتاج إلى تناول العقاقير التي توقف مناعة الجهاز المناعي من رفض الجزر المزروعة.

## طريقة الإجراء

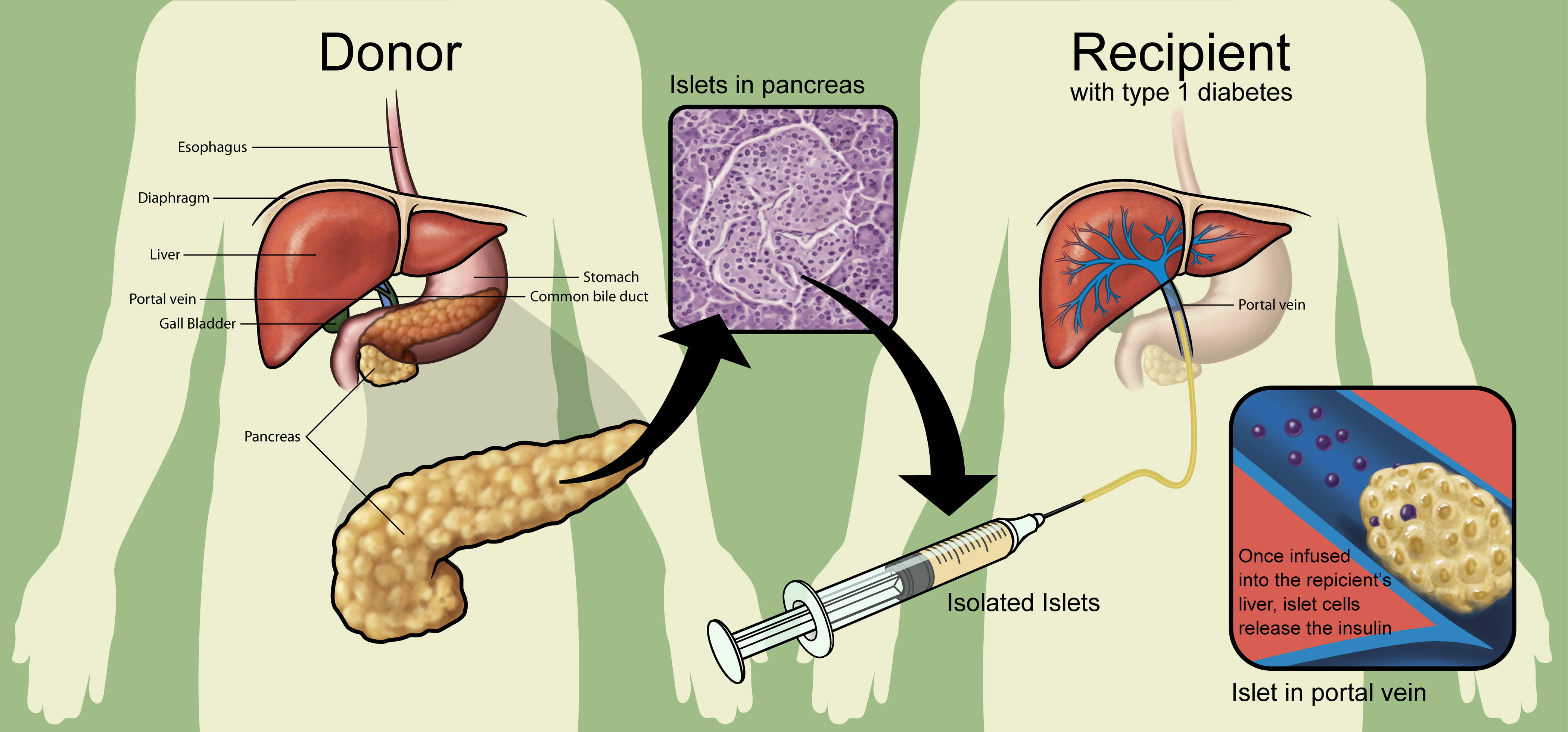
عملية زرع الجزيرة (التوضيح من قبل جيوفاني ماكي).

الباحثون يستخدمون خليط من أنزيمات عالي النقاء Collagenase لعزل الجزر من البنكرياس من متبرع متوفى. يتم حقن Collagenase حل في قناة البنكرياس التي تستمر حتى الرأس والجسد وذيل البنكرياس. سلمت على هذا النحو، يسبب حل الانزيم انتفاخ في البنكرياس، الذي يقطع بعد ذلك إلى مجموعات صغيرة ونقل إلى ماتسمى بغرفة Ricordi، حيث تتم عملية الهضم حتى تتحرر الجزر وإزالتها من الحل. ثم فصل والجزر المعزولة من التضخم والاتساع الأنسجة والحطام في عملية تسمى تنقية.
خلال عملية الزرع، طبيب أشعة الموجات فوق الصوتية والتصوير الشعاعي يستخدم لتوجيه وضع قسطرة من خلال الجزء العلوي من البطن وإلى الوريد البابي في الكبد. حقن الجزر من خلال القسطرة في الكبد. المريض سوف يتلقى مخدر موضعي. إذا كان المريض لا يستطيع تحمل التخدير الموضعي، فان الجراح يستخدام التخدير العام، ويعمل الزرع من خلال شق صغير. المخاطر المحتملة لهذا الإجراء تشمل نزيف أو جلطات الدم.
الأمر يتطلب بعض الوقت لجزر إرفاق الأوعية الدموية الجديدة والبدء في الإفراج عن الانسولين. سيطلب الطبيب العديد من الاختبارات للتأكد من مستويات السكر في الدم بعد عملية الزرع، والانسولين قديحتاج تحقيق السيطرة.

## التثبيط المناعي
ادمونتون البروتوكول يستخدم مزيجا من ليالي المخدرات مناعة، بما في ذلك daclizumab{(Zenapax)، sirolimus (Rapamune) وtacrolimus (Prograf). وتعطى عن طريق الوريد Daclizumab مباشرة بعد الزرع وتوقف بعد ذلك. يجب أن تؤخذ Sirolimus وtacrolimus، والمخدران الرئيسيان التي تحافظ على الجهاز المناعي من تدمير الجزر المزروعة يجب أن يعتبر حياة.

## القيود
في حين أن التقدم لم يكن كبيرا في مجال زرع الخلايا، لا تزال هناك الكثير من العقبات التي تحول دون حاليا على نطاق واسع تطبيقها. اثنين من أهم القيود هي الوسائل الأكثر اهمية لمنع رفض جزيرة، وكمية محدودة من الجزر للزرع. نظم مناعة الحالية قادرة على منع فشل جزيرة لأشهر حتى سنة، ولكن وكلاء المستخدمة في هذه العلاجات مكلفة، وربما تزيد من مخاطر محددة عن الأورام الخبيثة والأمراض الانتهازية. وبالإضافة إلى ذلك، والمثير للسخرية إلى حد ما، وتستخدم (مثل وكلاء calcineurin مثبط ليالي {1rapamycin} وكما يعرف شيوعا للإعاقة وظيفة عادية جزيرة و/ أو عمل الانسولين. وعلاوة على ذلك، شأنها شأن جميع الأدوية وغيرها من وكلاء والسميات المرتبطة بها، مع آثار جانبية مثل قرحة الفم ليالي، وذمة الهامشية، وفقدان الوزن وفقر الدم، ارتفاع ضغط الدم والدهون، والإسهال والتعب. ولعل الأكثر إثارة للقلق للمريض والطبيب هو تأثير الضارة لبعض العاملين على نطاق واسع الأدوية المثبطة للمناعة في وظيفة الكلى. للمريض بداء السكري، وظيفة الكلى عاملا حاسما في تحديد نتائج الأجل الطويل، ومثبطات calcineurintacrolimus} وciclosporin)} بشكل ملحوظ {nephrotoxic2} وهكذا، في حين أن بعض المرضى الذين يعانون من عملية زرع البنكرياس تتسامح مع الأدوية المثبطة للمناعة بشكل جيد، وبالنسبة للمرضى الكلى مثل السكري يمكن أن تحسن تدريجيا، والمرضى الآخرين الأثر الصافي (انخفض خطر بسبب سيطرة نسبة الجلوكوز في الدم وتحسين وزيادة المخاطر من الأدوية المثبطة للمناعة) قد تدهور وظائف الكلى. والواقع أن القاعدة أوجو وآخرون. ونشرت تحليلا يشير إلى أن من بين المرضى الذين يتلقون الأخرى مما كان allografts الكلى و 7 ٪ نهاية -21 مع الفشل الكلوي نتيجة للزراعة و/ أو كبت المناعة لاحقة.
ينظر بطريقة أخرى، المرضى الذين يعانون من القلب والكبدوالرئة، أو الفشل الكلوي لديها تشخيص كئيب من أجل البقاء، وبالتالي فإن سمية المرتبطة المناعة له ما يبرره (فوائد بقاء الكسب غير المشروع تفوق المخاطر المرتبطة الأدوية). ولكن بالنسبة لمجموعة فرعية من المرضى الذين يعانون من مرض السكري والحفاظ على وظائف الكلى، حتى أولئك الذين يعانون من مرض منذ فترة طويلة ويصعب التحكمعلى ا، وتشخيص للبقاء على قيد الحياة نسبيا على نحو أفضل بكثير. وبالإضافة إلى الآثار الجانبية للمناعة، وغيرها من المخاطر المرتبطة بها مع إجراء عملية زرع جزيرة نفسها، بما في ذلك نزيف داخل البطن بعد عملية الزرع، وتخثر الوريد البابي. حقيقة أن هناك بالفعل بديل جيد لزرع جزيرة (أي نظام الأنسولين الحديثة المكثفة) يجبرنا على اعتبار أي أحدث وأكثر خطورة التدخلات بعين ناقدة.
الأرقام لافتة للنظر، على الأقل 1000000 الأميركيون نوع مرض السكري 1، وبضعة آلاف فقط من pancreata المانحة متاحة كل عام. يمكن استخدامها للتحايل على هذه المشكلة نقص الجهاز والباحثين نواصل البحث عن سبل «ينمو» الجزر، أو على الأقل خلايا قادرة على إفراز الأنسولين ينظم الناحية الفسيولوجية، في المختبر، ولكن فقط الجزر حاليا من الجهات المانحة لاعادة euglycemia متآكل الجيفة. مما أدى إلى تفاقم المشكلة (وعلى عكس الكلى والكبد وزرع القلب، حيث هناك حاجة واحدة فقط لكل مستلم المانحة) مريض زرع معظم الجزر جزيرة تتطلب من اثنين أو أكثر من الجهات المانحة لتحقيق euglycemia. وأخيرا، فإن الأساليب الحالية لجزيرة العزلة تحتاج إلى تحسين، إلا منذ نحو نصف إنتاج الجزر حاول العزلة جاهزة للزرع.
بينما جزيرة البحوث زرع حققت تقدما هاما، وقصص النجاح مشجعة، وسلامة على المدى الطويل وفعالية إجراءات تزال غير واضحة. شواغل أخرى تتعلق الميدان تشمل تساؤلات حول تأثير وجود الخلايا المنتجة للأنسولين الأجنبية داخل النسيج الحشوي في الكبد، والعواقب الطويلة الأجل من الضغوط الناجمة عن ارتفاع بوابة ضخ جزيرة، وحقيقة أن تكون جزيرة توعية المستفيدين يمكن الأنسجة ضد المانحة أنواع، مما يجعل من الصعب العثور على متبرع مناسب ينبغي أن يطلب من آخر زرع المنقذة للحياة في المستقبل. أيضا، ظلت عدد قليل جدا من متلقى جزيرة euglycemic دون استخدام أي الأنسولين الخارجية تتجاوز أربع سنوات ما بعد الزرع. وهكذا، في حين أن معظم المتلقين جزيرة تحقيق رقابة أفضل ويعانون من نقص السكر في الدم بوستبرانديال أقل خطورة، وزرع جزيرة لا تزال غير كافية لعلاج مرض السكري نهائيا.

## المستقبل
تماما كما أظهرت الدراسات في وقت مبكر وعد زرع الخلايا، ويجب البحث الآن التغلب على العقبات التي كشفت عنها تجربة جزيرة زرع الأخيرة. immunomodulator وكلاء ص جديد يقدم أكبر الأمل في إحداث تغيير جذري في هذا المجال دوائية جديدة قادرة على حمل التسامح إلى الجزر المزروعة يسمح المتلقين للحفاظ على الطعوم من دون كبت المناعة العامة والسميات المرتبطة به. في حين أن العديد من الأهداف ويجري حاليا التحقيق، أي جاهزة للاستعمال السريري.

## وصلات خارجية
- مايو كلينك: جزيرة زرع خلايا: معالجة الناشئة عن داء السكري نوع 1
- السريرية برنامج زراعة جزيرة -- جامعة ألبرتا
- جزيرة برنامج زراعة الخلايا -- الصحة اتحاد الحرية
- شبكة التحمل المنيعة